# ニセマツカサシメジ
ニセマツカサシメジ（偽松毬占地、学名: Baeospora myosura）はフウセンタケ科ニセマツカサシメジ属に属するキノコ（菌類）。英語圏でも一般名は Conifercone Cap（マツカサガサ）である。 

## 分布・生息地
この種は植物類や肥料の上に育つ。また、名のとおりにマツボックリ（球果）に育つこともある。アメリカやヨーロッパによく見られる。日本ではクロマツの球果に生える。

## 形態
子実体は傘と柄からなる。傘の色は薄い茶色から茶色。傘に粘性はない。直径は2センチメートル (cm) 程度。
柄とヒダの色は白からクリーム色。ヒダの数は多く密度が高い。胞子の色は白、肌色、黄色などの色である。柄の根元には長く固い菌糸の毛を持っている。

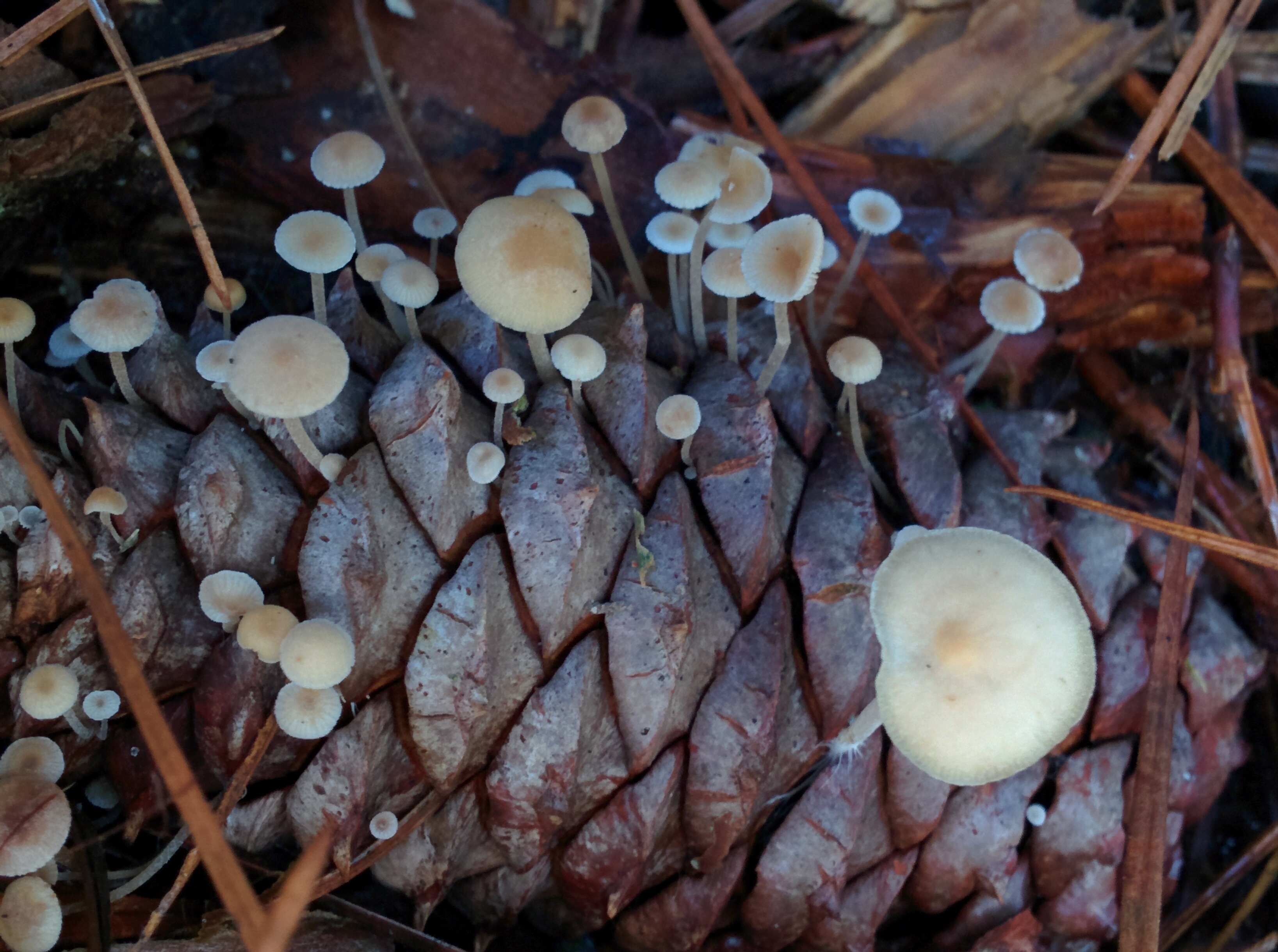
松かさから生えている

## 食用
可食。しかしながら食用にされることは稀である。

## 参照
1. ↑  Roger's Mushrooms
2. ↑  大作晃一『きのこの呼び名事典』世界文化社、2015年9月10日、76頁。ISBN 978-4-418-15413-5。
3. ↑  Canadian Biodiversity